# Intrepid (videogioco)
Intrepid è un videogioco d'azione per arcade sviluppato e pubblicato da Nova Games nel 1983. Taito si occupò di distribuirlo in Giappone. In esso, il giocatore impersona un agente segreto che si infiltra in un'ambasciata con l'obiettivo di trovare e recuperare un piano segreto, quindi fuggire da lì il più velocemente possibile.

## Modalità di gioco
L'agente segreto viene controllato e mosso con il joystick a quattro direzioni, e può compiere un'azione premendo il pulsante. La missione di costui è intrufolarsi nell'ambasciata per rubare documenti segreti custoditi nella cassaforte all'ultimo piano, per poi scappare tuffandosi dal tetto dell'edificio.
La struttura ha cinque piani che il giocatore può raggiungere prendendo l'ascensore o salendo le scale. Ogni piano ha una porta che conduce ad una stanza labirintica, dove all'interno di essa sono depositati due degli otto oggetti da raccogliere. L'agente è costantemente inseguito dalle guardie del posto, le quali potrebbero catturarlo per togliere una vita al giocatore.
Tornando agli oggetti, i cinque più utili per l'agente sono: la chiave per fargli aprire la porta chiusa al quinto piano, il travestimento per non farsi riconoscere dalla sentinella nel caveau, la carta d'identità per aggirare i sistemi di sicurezza dell'ambasciata senza essere folgorato, la combinazione numerica di sei cifre per aprire la cassaforte, e l'ombrello, usato per saltare dal tetto dopo aver compiuto il furto. Tre altri oggetti sono considerati secondari, ovvero una chiave inglese per sabotare l'ascensore e intrappolare le guardie in fondo al vano, delle scarpe per seminare più velocemente le guardie, e una mappa che mostra la posizione degli oggetti rimanenti. 
Una delle vite a disposizione può venire persa anche quando l'agente cade nel vano dell'ascensore, viene riconosciuto senza travestimento dalla sentinella e precipita dal tetto senza ombrello. In quest'ultimo caso il timer bonus scenderebbe immediatamente a 0. Una volta che il giocatore avrà portato a termine la sua missione, procederà a quella successiva (che ha guardie più intelligenti).